# Georges Hardy (haut fonctionnaire)
Pour les articles homonymes, voir Hardy et Georges Hardy (homonymie).
Georges Hardy, né le 5 mai 1884 à Esquéhéries (Aisne) et mort le 10 mai 1972 à Jaulgonne (Aisne), est un haut fonctionnaire, professeur d'histoire, directeur de l’École Coloniale et recteur d'académie.

## Biographie

### Haut fonctionnaire de l'enseignement colonial

#### Début de carrière
Fils d’instituteurs, Georges Hardy intègre l’École normale supérieure en 1904. Diplômé de l'École pratique des hautes études, reçu, trois ans plus tard, à l’agrégation d’histoire et de géographie, il devient en 1908 professeur de lycée. Il enseigne à Bourges puis Orléans. En 1912, à 28 ans, remarqué pour ses compétences, il se lance dans une nouvelle carrière, au sein d’une administration encore balbutiante, le système scolaire de l’Afrique-Occidentale française où il exerce les fonctions d’inspecteur.
Mobilisé en 1914, rappelé en France, il sert au 94e régiment d'infanterie de ligne, se bat en Argonne, où il est blessé en 1915.
Promu directeur de l’enseignement en Afrique-Occidentale Française (AOF), il est l’artisan d’une profonde réforme d’un système scolaire colonial qu’il dirige jusqu’en 1919.
À cette date, ami de Lyautey, Georges Hardy devient directeur de l’Instruction publique, des Beaux-Arts et des Antiquités au Maroc, poste qu’il conserve jusqu’en 1925.
En 1921, devenu familier du sujet du fait de ses responsabilités passées en AOF, il présente à la Sorbonne un doctorat sur l’histoire coloniale. Si sa thèse principale, sur un thème général, présente « la mise en valeur du Sénégal de 1817 à 1854 », la complémentaire, plus spécialisée, aborde quant à elle « l’enseignement au Sénégal de 1817 à 1854 ».

#### Un directeur de l'école coloniale favorable à un enseignement différencié
En 1926, Georges Hardy prend, à la suite de Max Outrey, la direction de l’École coloniale. Il se fait l'apôtre d'une philosophie différenciée de l'enseignement en situation coloniale, considérant que les écoles de l'empire ne doivent former parmi les indigènes « que les élites dont les autorités ont besoin pour faire fonctionner les rouages de la colonisation, en dispensant un enseignement minimal à la masse ».
Georges Hardy considérait en effet comme dangereux un système d'enseignement qui formerait des élites indigènes nombreuses sans les intégrer à l'administration coloniale ; en effet, ces élites indigènes acculturées surnuméraires risqueraient, si l'on ne pouvait leur offrir d'emploi à la hauteur de leurs qualifications, de nourrir un sentiment de frustration qui les pousserait à embrasser la cause nationaliste et indépendantiste,. Ainsi, il écrivait dans L'Afrique française en 1932, qu'en dehors des indigènes à former pour administrer l'empire, « il fallait prévoir pour les autres, c'est-à-dire, pour la majorité, un vaste terre-plein qui restera au niveau de la vie indigène et qui la reflètera fidèlement ; autrement, nettement séparée des écoles destinées à former l'élite, une école populaire, une bonne école toute simple, pas savante pour un sou, exclusivement occupée d'améliorer dans tous les sens le genre de vie traditionnel, et soucieuse avant tout de ne point dépayser, de ne point déraciner, de ne point désaxer, de ne point déséquilibrer ».

### Recteur sous Vichy et révoqué à la Libération
Nommé recteur de Lille en 1937, Georges Hardy redevient ensuite recteur d'Alger en décembre 1940, sous le régime de Vichy. Pendant qu'il est en fonction, des milliers d'enfants juifs sont exclus des écoles primaires et de l'enseignement secondaire, sur l'initiative du général Weygand, responsable de l'Afrique du Nord : ce dernier transposait exceptionnellement en Algérie un numerus clausus discriminatoire que le régime de Vichy n'avait institué en métropole que pour le seul enseignement supérieur, dans le cadre du statut des Juifs. On ne connaît aucune protestation du recteur Hardy contre cette politique, qu'il était chargé d'appliquer. D'autre part, pendant les trente mois où il dirige le rectorat d'Alger, il prononce la révocation de 870 enseignants, dont 464 juifs. Parallèlement, il demande la création de Centres Ruraux d'Éducation (CRE) afin de pouvoir scolariser plus rapidement les jeunes musulmans. L'instruction y serait axée à la fois sur des savoirs élémentaires et pratiques et assurée par du personnel de niveau brevet élémentaire. Arguant qu'avec la création de 400 CRE par an, « en une cinquantaine d'années, le problème [de l'instruction] serait résolu », sa proposition est acceptée par Weygand et incluse dans son plan de réformes en septembre 1941. Toutefois, un an plus tard en septembre 1942, seuls 93 CRE avaient déjà été créés.
Georges Hardy est par ailleurs président du comité de propagande de la Légion française des combattants, organisation de masse pétainiste chargée de promouvoir l'idéologie de la Révolution nationale et de surveiller le comportement des populations.
Après le débarquement anglo-américain en Afrique du Nord du 8 novembre 1942, Georges Hardy reste en fonction, sous les gouvernements de l'amiral Darlan et du général Giraud, qui maintiennent plusieurs mois en Afrique du Nord les lois et le personnel de l'État français.
Après l'arrivée du général de Gaulle à Alger en juin 1943, et la création du Comité français de la Libération nationale, le recteur Hardy est démis de ses fonctions par décret en juillet 1943. Le 5 février 1944, il est « révoqué sans pension, avec interdiction absolue d'enseigner, même à titre privé ».
Pour autant, un arrêt du Conseil d'État du 13 mai 1949 annule cette décision pour « excès de pouvoir », en estimant que l'inexactitude des faits reprochés était démontrée.
Georges Hardy se consacre après la guerre à de multiples travaux historiques ainsi qu’aux responsabilités politiques locales. Il est, durant plusieurs années, maire de la commune de Jaulgonne où il décède en mai 1972.
Il a publié de très nombreux ouvrages, notamment sur l’histoire coloniale. En 1920 il a fait une incursion dans l'histoire coloniale de la révolution française. Proche alors d'Albert Mathiez, il opposa l'altruisme sage et fraternel de Robespierre à l'égoïsme colonialiste de Barnave, à l'irresponsabilité extrémiste de Brissot et à l'opportunisme intéressé, vénal, de Danton . La politique indigéniste et égalitaire préconisée par Robespierre aurait, selon lui, permis à la France de garder Saint-Domingue.

## Publications
- Georges Hardy et Alfred Gandilhon, Bourges et les abbayes et châteaux du Berry, Paris, H. Laurens, coll. « Les Villes d'art célèbres », 1912, 164 p. (BNF 35491297)
- Georges Hardy, Le "De Civitate Dei" : source principale du "Discours sur l'histoire universelle", Paris, E. Leroux, coll. « Bibliothèque de l'École des hautes études. Sciences religieuses », 1913, 96 p., in-8° (BNF 30576303)
- Georges Hardy, Géographie de l'Afrique-Occidentale Française : livre du maître, Bulletin de l'enseignement de l'A. O. F., 1913, 79 p. (BNF 35603057)
- Édouard Galletier et Georges Hardy, L'Histoire romaine par les textes : "Roma", recueil de textes latins relatifs à l'histoire romaine, Paris, Hachette, 1913, XII-527 p., in-16 (BNF 30576305)
- Georges Hardy, « La localisation des industries dans la généralité d'Orléans au XVIIIe siècle », dans Mémoires pour servir à l'histoire du commerce et de l'industrie en France, Paris, 1913, in-8° (BNF 32017413)
- Georges Hardy (préf. François Joseph Clozel), Une conquête morale, l'enseignement en A. O. F., Paris, A. Colin, 1917, XI-356 p., in-16 (BNF 30576307)
- Georges Hardy, L'Enseignement au Sénégal de 1817 à 1854, Paris, Emile Larose, 1920, 150 p. Prix Thérouanne de l'Académie française en 1922
- Georges Hardy, "Robespierre et la question noire", Annales Révolutionnaires, vol XII, 1920
- Georges Hardy, Les éléments de l'histoire coloniale, Paris, Editeur La Renaissance du Livre, 1921
- Georges Hardy, L'art animiste des noirs d'Afrique. L'art nègre, Paris, Editeur Henri Laurens, 1927
- Georges Hardy, La Politique coloniale et le partage de la terre au XIXe et XXe siècles, Paris, A. Michel, 1937, 499 p. Prix Marcelin Guérin de l'Académie française en 1940
- Georges Hardy, Portrait de Lyautey, Paris, Bloud & Gay, 1949, 418 p. Prix Boudenoot de l'Académie française en 1950

## Mandats
- 1951-1964 : Maire de Jaulgonne[11].

## Fonctions
- 1926-1934 : directeur de l'École coloniale

(l'édition 1933[réf. nécessaire] de la Géographie Universelle le présente comme "Ancien directeur de l'École coloniale - Recteur de l'Université d'Alger")
- 1937-1940 : Recteur de l'académie de Lille
- 1940-1943 : Recteur de l'académie d'Alger

## Distinctions

### Décorations
- Officier de la Légion d'honneur
- Croix de guerre 1914-1918

### Récompense
- Membre de l'Académie des sciences d'outre-mer